# Años 1650
Los años 1650 o década del 1650 se extendió desde el 1 de enero de 1650 y terminó el 31 de diciembre de 1659.

## Acontecimientos

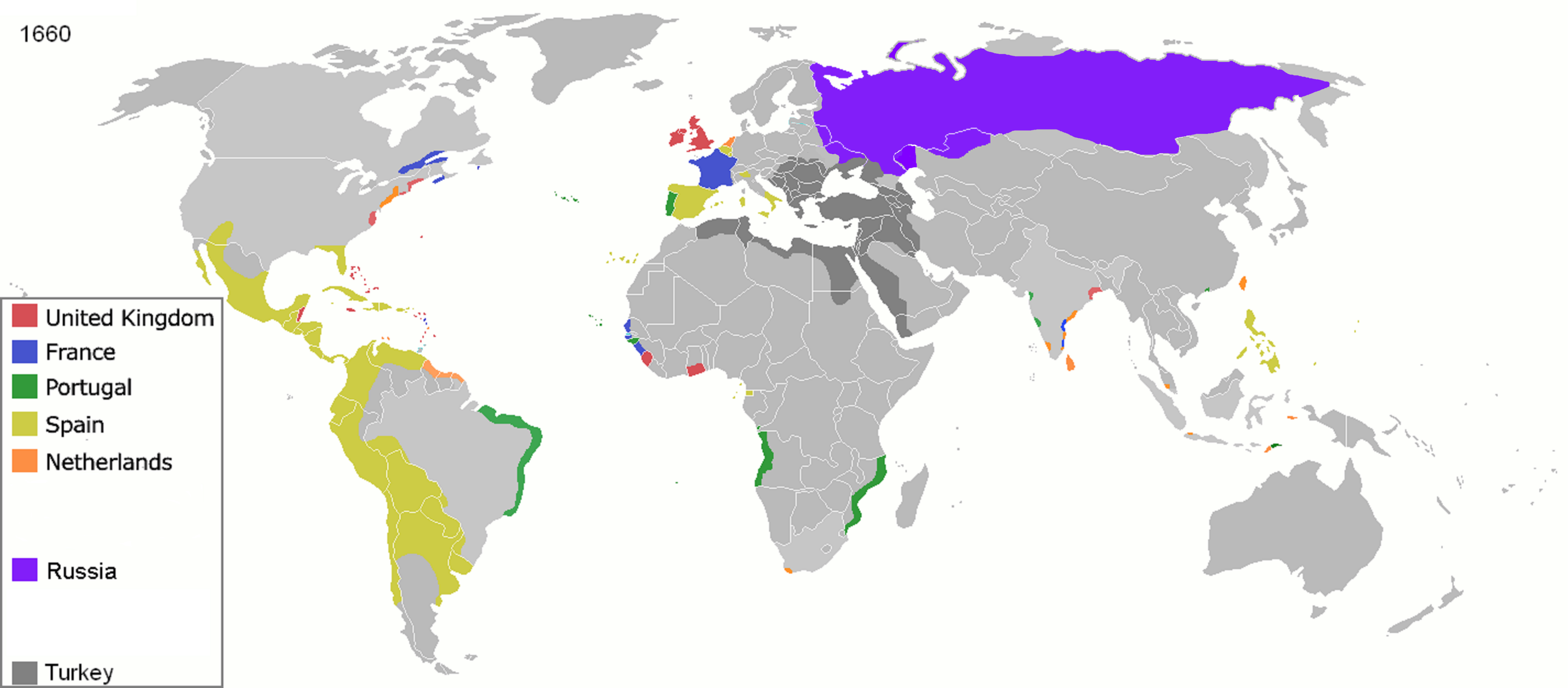
Colonización europea al finalizar la década de 1650.

- 1655 - Alejandro VII sucede a Inocencio X como papa.
- 1654-Coronación de Luis XIV en Reims.
- Guerra ruso-polaca (1654-1667)

## Personas destacadas
- Luis XIV, rey de Francia